# Gonomyia spiculistyla
Gonomyia spiculistyla är en tvåvingeart som beskrevs av Alexander 1950. Gonomyia spiculistyla ingår i släktet Gonomyia och familjen småharkrankar.
Artens utbredningsområde är Venezuela. Inga underarter finns listade i Catalogue of Life.